# Ampelisca hawaiiensis
Ampelisca hawaiiensis är en kräftdjursart som beskrevs av Goeke 1985. Ampelisca hawaiiensis ingår i släktet Ampelisca och familjen Ampeliscidae. Inga underarter finns listade i Catalogue of Life.